# 改革党 (拉脱维亚)
改革黨是拉脫維亞的一个已不存在的中間偏右政黨，由前拉脫維亞總統瓦尔季斯·扎特莱尔斯在2011年7月23日成立，当时取名为扎特莱尔斯改革党。2012年4月，该党更名为“改革党”。
2011年7月9日，扎特莱尔斯宣布他將在2011年7月23日－議會解散公投當天成立新政黨。 扎特莱尔斯改革黨在7月23日成立，扎特莱尔斯以251票贊成2票反對當選黨魁。 扎特莱尔斯宣布該黨將不會與三個寡頭政治政黨－绿党和农民联盟、拉脱维亚第一党/拉脱维亚道路和人民黨（People's Party）合作。 改革黨成立兩周後，人民黨解散。
民調顯示約有33%的民眾支持改革黨，2011年7月，有17.5%的民眾選擇投票給改革黨，有52%的民眾認為他們能進入國會。
超過1000名民眾申請入黨 截至2011年7月19日，該黨核心由10至15名成員組成。 該黨起草10項原則，將邀請所有入黨者參與討論。
2011年拉脫維亞議會選舉，改革黨拿下22席，僅次於和諧中間聯盟成為第二大黨。該黨同意與團結黨、民族聯盟組成執政聯盟，瓦爾迪斯· 東布羅夫斯基斯續任拉脫維亞總理，瓦尔季斯·扎特莱尔斯將角逐拉脫維亞議會議長寶座。2011年10月17日，札特勒斯未能當選議長，後同意由團結黨索薇塔·阿柏提娜角逐。6名議員後脫黨成為無黨籍。
2015年3月，该党并入“团结”党。

## 外部連結
- （拉脱维亚文） 改革黨官方網站 （页面存档备份，存于）